# The Witch and the Beast
The Witch and the Beast (魔女と野獣, Majo to Yajū) est une série de mangas écrite et illustrée par Kousuke Satake. La série a été publiée à partir de novembre 2016 dans le magazine Young Magazine the 3rd avant de basculer dans le magazine Monthly Young Magazine de l'éditeur Kōdansha. La version française est publiée par Pika depuis mai 2021.
Une adaptation en série télévisée d'animation produite par le studio Yokohama Animation Laboratory diffuse la série depuis janvier 2024.

## Personnages
Guideau (ギド, Gido)
Voix japonaise : Yō Taichi (ja)
Ashaf (アシャフ, Ashafu)
Voix japonaise : Toshiyuki Morikawa
Ione (イオーネ, Iōne)
Voix japonaise : Yōko Hikasa
Mary (マリー, Marī)
Voix japonaise : Noriko Shibasak (ja)
Kiera Haines (キーラ・ヘインス, Kīra Heinsu)
Voix japonaise : Junko Minagawa
Reuben Cole (ルーベン・コール, Rūben Kōru)
Voix japonaise : Hidenobu Kiuchi
Shulk (シュルク, Shuruku)
Voix japonaise : Atsushi Kousaka (ja)
Loran (ロラン, Roran)
Voix japonaise : Takuma Terashima (ja)
Phanora Kristoffel (ファノーラ・クリストフル, Fanōra Kurisutofuru)
Voix japonaise : Saori Hayami
Johan (ヨハン, Yohan)
Voix japonaise : Ryōta Ōsaka (ja)
Jeff Enker (ジェフ・エンカー, Jefu Enkā)
Voix japonaise : Hozumi Gōda
Necromancer (死霊魔術師, Shiryō Majutsushi)
Voix japonaise : Nozomu Sasaki
Helga Velvet (へルガ・ベルベット, Heruga Berubetto)
Voix japonaise : Miyu Tomita
Magic Sword Ashgan (魔剣アシュガン, Maken Ashugan)
Voix japonaise : Rintarō Nishi (ja)
Matt Cougar (マット・クーガ, Matto Kūga)
Voix japonaise : Akira Ishida
The Executioner (処刑人, Shokei hito)
Voix japonaise : Kazuhiro Yamaji (ja)
Farmus (ファーマス, Fāmasu)
Voix japonaise : Kōsei Hirota (ja)
Lowell  (ローエル, Rōeru)
Voix japonaise : Yū Kobayashi (ja)

## Manga
The Witch and the Beast est une série de mangas japonais écrite et dessinée par Kousuke Satake. La série est publiée à partir du 6 novembre 2016 dans le magazine Young Magazine the 3rd de l'éditeur Kōdansha. À la suite de la fin de la publication du journal le 6 avril 2021, la série est transférée dans le nouveau magazine Monthly Young Magazine à partir du 20 mai 2021. La série a connu une pause en janvier 2023 d'une durée initiale de deux mois après , qui a ensuite été prolongée en raison de l'état de santé de Satake. L'éditeur Kōdansha publie la série sous format volumes tankōbon à partir du 20 septembre 2017. Le 19 août 2022, 10 volumes ont été publiés au Japon.
Le 8 décembre 2020, l'éditeur Pika annonce la publication de la version française de la série, avec le premier tome sorti le 5 mai 2021.

### Liste des volumes
| no | Japonais          | Japonais          | Français         | Français          |
| no | Date de sortie    | ISBN              | Date de sortie   | ISBN              |
| -- | ----------------- | ----------------- | ---------------- | ----------------- |
| 1  | 20 septembre 2017 | 978-4-06-382968-6 | 5 mai 2021       | 978-2-81-164334-8 |
| 2  | 20 décembre 2017  | 978-4-06-510306-7 | 7 juillet 2021   | 978-2-81-166142-7 |
| 3  | 20 septembre 2018 | 978-4-06-512701-8 | 8 septembre 2021 | 978-2-81-166143-4 |
| 4  | 20 février 2019   | 978-4-06-514555-5 | 3 novembre 2021  | 978-2-81-166536-4 |
| 5  | 19 septembre 2019 | 978-4-06-516935-3 | 2 février 2022   | 978-2-81-166484-8 |
| 6  | 18 mars 2020      | 978-4-06-519002-9 | 4 mai 2022       | 978-2-81-166859-4 |
| 7  | 20 octobre 2020   | 978-4-06-521003-1 | 17 août 2022     | 978-2-81-166860-0 |
| 8  | 20 avril 2021     | 978-4-06-522941-5 | 2 novembre 2022  | 978-2-81-167217-1 |
| 9  | 20 janvier 2022   | 978-4-06-526484-3 | 1er février 2023 | 978-2-81-167757-2 |
| 10 | 19 août 2022      | 978-4-06-529081-1 | 3 mai 2023       | 978-2-81-167941-5 |
| 11 |                   |                   | 15 octobre 2025  | 978-2-81-168338-2 |

## Anime
Le 18 août 2022, une adaptation en série télévisée d'animation a été annoncée. Plus tard, sa production est confirmée par le studio d'animation Yokohama Animation Laboratory et son réalisateur Takayuki Hamana (ja). Le scénario est supervisé par Yūichirō Momose, Hiroya Iijima s'occupe de la conception des personnages tandis que Hanae Nakamura et Natsumi Tabuchi composent la musique. La série est diffusée depuis le 12 janvier 2024 au Japon sur TBS, BS11 et d'autres chaînes,,. Dans les pays francophones, la série est diffusée sur la plateforme Crunchyroll. La saison 1 adapte les 5 premiers volumes du manga

### Liste des épisodes
| No | Titre français                                | Titre japonais      | Titre japonais              | Date de 1re diffusion |
| No | Titre français                                | Kanji               | Rōmaji                      | Date de 1re diffusion |
| -- | --------------------------------------------- | ------------------- | --------------------------- | --------------------- |
| 1  | La sorcière et la ville écarlate              | 魔女と紅蓮の街      | Majo to guren no machi      | 12 janvier 2024       |
| 2  | Le jeu de la sorcière, premier acte           | 魔女の戯れ ―序幕―   | Majo no tawamure ―Jomaku―   | 19 janvier 2024       |
| 3  | Le jeu de la sorcière, second acte            | 魔女の戯れ ―終幕―   | Majo no tawamure ―Shūmaku―  | 26 janvier 2024       |
| 4  | La belle et la mort, premier acte             | 美と死 ―序幕―       | Bi to shi ―Jomaku―          | 2 février 2024        |
| 5  | La belle et la mort, second acte              | 美と死 ―終幕―       | Bi to shi ―Shūmaku―         | 9 février 2024        |
| 6  | La sorcière et l'épée maudite, premier acte   | 魔女と魔剣 ―序幕―   | Majo to maken ―Jomaku―      | 16 février 2024       |
| 7  | La sorcière et l'épée maudite, deuxième acte  | 魔女と魔剣 ―第二幕― | Majo to maken ―Dainimaku―   | 1er mars 2024         |
| 8  | La sorcière et l'épée maudite, troisième acte | 魔女と魔剣 ―第三幕― | Majo to maken ―Daisanmaku―  | 8 mars 2024           |
| 9  | La sorcière et l'épée maudite, dernier acte   | 魔女と魔剣 ―終幕―   | Majo to maken ―Shūmaku―     | 15 mars 2024          |
| 10 | La sorcière des origines                      | 起源の魔女          | Kigen no majo               | 22 mars 2024          |
| 11 | Éloquence et silience, premier acte           | 雄弁と沈黙 ―序幕―   | Yūben to chinmoku ―Jomaku―  | 29 mars 2024          |
| 12 | Éloquence et silience, second acte            | 雄弁と沈黙 ―終幕―   | Yūben to chinmoku ―Shūmaku― | 5 avril 2024          |

## Réception
Dans le cadre du guide manga automne 2021 d'Anime News Network, Rebecca Silverman et Caitlin Moore ont analysé le premier volume. Ils ont tous deux loué le design et le concept du manga, tout en critiquant la façon dont le concept de la série est exécuté. Sarah d'Anime UK News a également fait l'éloge des illustrations, tout en critiquant les personnages. Contrairement à d'autres critiques, Che Gilson d'Otaku USA (en) a fait l'éloge de l'intrigue et du décor en plus des illustrations.
La série compte plus de 500 000 exemplaires en circulation en date août 2022.

### Annotations
1. ↑  Les titres français de l'adaptation en anime proviennent de Crunchyroll.

### Œuvre

#### Édition japonaise
1. 1 2  (ja) « 魔女と野獣（１） », sur Kōdansha (consulté le 7 janvier 2024)
2. 1 2  (ja) « 魔女と野獣（２） », sur Kōdansha (consulté le 7 janvier 2024)
3. 1 2  (ja) « 魔女と野獣（３） », sur Kōdansha (consulté le 7 janvier 2024)
4. 1 2  (ja) « 魔女と野獣（４） », sur Kōdansha (consulté le 7 janvier 2024)
5. 1 2  (ja) « 魔女と野獣（５） », sur Kōdansha (consulté le 7 janvier 2024)
6. 1 2  (ja) « 魔女と野獣（６） », sur Kōdansha (consulté le 7 janvier 2024)
7. 1 2  (ja) « 魔女と野獣（７） », sur Kōdansha (consulté le 7 janvier 2024)
8. 1 2  (ja) « 魔女と野獣（８） », sur Kōdansha (consulté le 7 janvier 2024)
9. 1 2  (ja) « 魔女と野獣（９） », sur Kōdansha (consulté le 7 janvier 2024)
10. 1 2  (ja) « 魔女と野獣（１０） », sur Kōdansha (consulté le 7 janvier 2024)

#### Édition française
1. 1 2  « The Witch and the Beast tome 1 », sur Pika (consulté le 7 janvier 2023)
2. 1 2  « The Witch and the Beast tome 2 », sur Pika (consulté le 7 janvier 2023)
3. 1 2  « The Witch and the Beast tome 3 », sur Pika (consulté le 7 janvier 2023)
4. 1 2  « The Witch and the Beast tome 4 », sur Pika (consulté le 7 janvier 2023)
5. 1 2  « The Witch and the Beast tome 5 », sur Pika (consulté le 7 janvier 2023)
6. 1 2  « The Witch and the Beast tome 6 », sur Pika (consulté le 7 janvier 2023)
7. 1 2  « The Witch and the Beast tome 7 », sur Pika (consulté le 7 janvier 2023)
8. 1 2  « The Witch and the Beast tome 8 », sur Pika (consulté le 7 janvier 2023)
9. 1 2  « The Witch and the Beast tome 9 », sur Pika (consulté le 7 janvier 2023)
10. 1 2  « The Witch and the Beast tome 10 », sur Pika (consulté le 7 janvier 2023)
11. 1 2  « The Witch and the Beast tome 11 », sur Pika (consulté le 11 décembre 2024)